# Björksta landskommun
Björksta landskommun var en kommun i Västmanlands län.

## Administrativ historik
Kommunen bildades 1863 i Björksta socken i Yttertjurbo härad i Västmanland.
Vid kommunreformen 1952 inkorporerades kommunen i Kungsåra landskommun.

## Politik

### Mandatfördelning i Björksta landskommun 1938-1946
| 10 | 5 | 3 | 2 |

| 20 |

| 11 | 9 |

| 19 |

| 10 | 10 |

| 19 |